# WWE Draft 2011
Il WWE Draft 2011 è stato un evento della World Wrestling Entertainment svoltosi nel corso della puntata di Raw del 25 aprile 2011.
I wrestler di Raw e SmackDown hanno combattuto in una serie di match interbrand; il vincitore di ogni incontro permetteva allo show di appartenenza di ottenere una scelta casuale.

## Risultati
| Wrestler        | Passa a   | Proviene da | Match |
| --------------- | --------- | ----------- | --- |
| John Cena       | SmackDown | Raw         | Big Show e Kofi Kingston (SmackDown) hanno vinto una battle royal                                                                   |
| Rey Mysterio    | Raw       | SmackDown   | Eve Torres (Raw) ha sconfitto Layla (SmackDown)                                                                                     |
| Randy Orton     | SmackDown | Raw         | Kofi Kingston (SmackDown) ha sconfitto Sheamus (Raw)                                                                                |
| Mark Henry      | SmackDown | Raw         | Randy Orton (SmackDown) ha sconfitto Dolph Ziggler (Raw)                                                                            |
| Sin Cara        | SmackDown | Raw         | Randy Orton (SmackDown) ha sconfitto Dolph Ziggler (Raw)                                                                            |
| Big Show        | Raw       | SmackDown   | Rey Mysterio (Raw) ha sconfitto Wade Barrett (SmackDown)                                                                            |
| Alberto Del Rio | Raw       | SmackDown   | Rey Mysterio (Raw) ha sconfitto Wade Barrett (SmackDown)                                                                            |
| John Cena       | Raw       | SmackDown   | Alberto Del Rio, CM Punk e The Miz (Raw) hanno sconfitto Christian, John Cena e Mark Henry (SmackDown) in un Six-man tag team match |